# Austro-Daimler Prinz-Heinrich
La Austro-Daimler Prinz-Heinrich è un'autovettura sportiva prodotta dalla Austro-Daimler nel 1909.

## Sviluppo
La vettura venne costruita per prendere parte alla Prinz Heinrich Trial, una competizione automobilistica riservata a vetture di serie che si teneva dal 1908 in onore del principe Enrico, fratello minore dell'imperatore tedesco Guglielmo II. Il coinvolgimento della casa austriaca alla competizione si dovette all'aggiunta di alcune tappe della corsa all'interno dell'Impero austro-ungarico a partire dal 1909.

## Tecnica

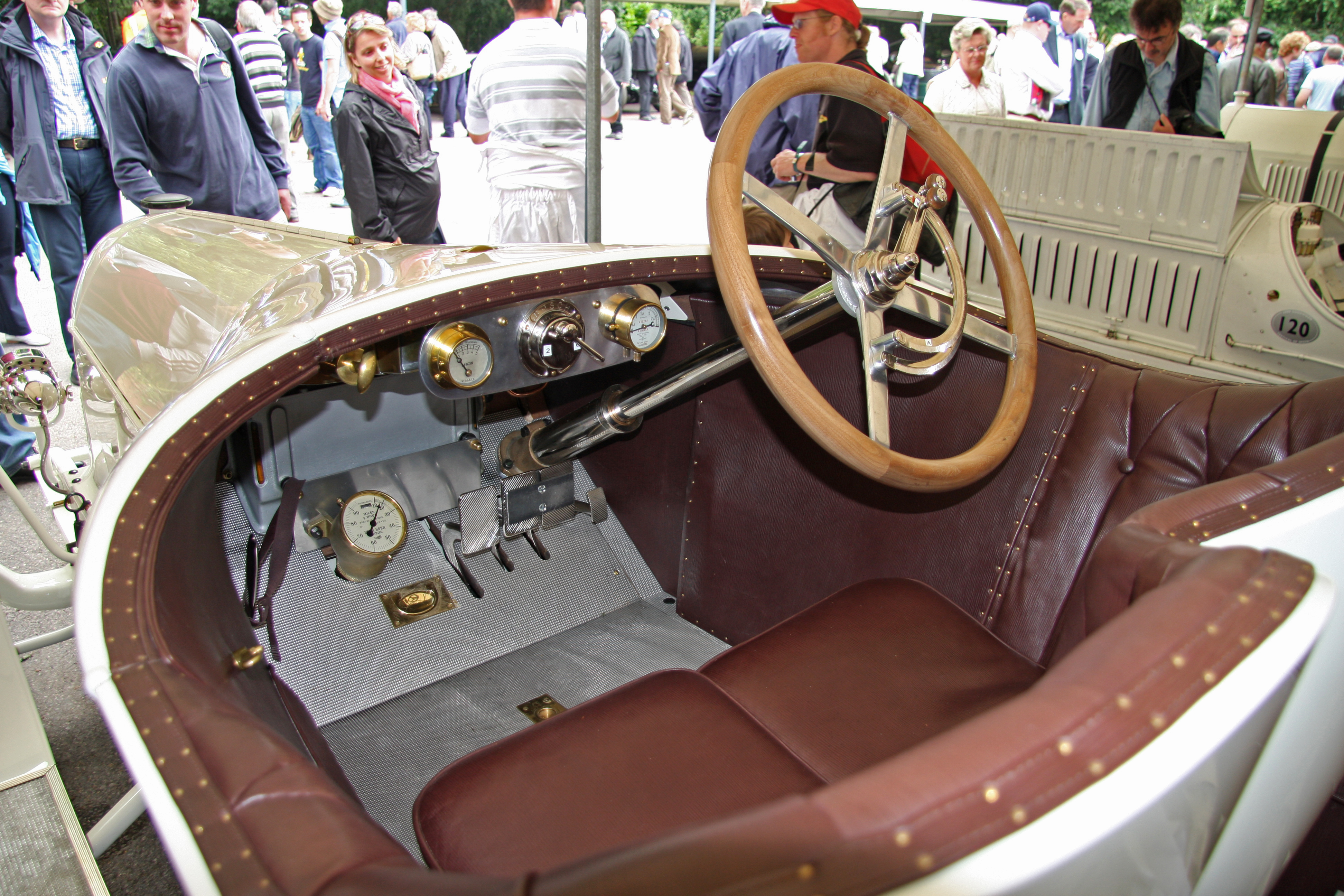
Interni

La vettura venne sviluppata da Ferdinand Porsche, il quale aveva sostituito Paul Daimler quando quest'ultimo si era trasferito presso la sede principale della Daimler a Stoccarda. Furono realizzati tre esemplari , di cui due con trasmissione a catena e uno con trasmissione a cardano. Jacob Lohner si occupò della costruzione di carrozzerie dal peso contenuto per enfatizzare le prestazioni della vettura. L'impianto frenante era costituito da due freni posteriori indipendenti.
Nel 1909 le vetture vennero aggiornate con un nuovo propulsore a quattro cilindri 5.7 da 95 CV di potenza. Fu inoltre rivista l'aerodinamica per attenuare la resistenza dell'aria e furono introdotti per questo motivo un nuovo radiatore curvo e nuovi fanali anteriori aerodinamici.

## Attività sportiva
Le vetture vennero pilotate da Porsche stesso, da Eduard Fischer (Daimler), direttore della Austro-Daimler e dal conte Hugo Boos-Waldeck. Purtroppo la concorrenza si rivelò troppo forte per poter vincere la gara, anche se le vetture riuscirono a terminarla senza il minimo problema.
L'anno successivo le vetture vennero schierate nuovamente, ma erano accompagnate da altri sette modelli in mano a piloti privati. Ferdinand Porsche riuscì ad ottenere la vittoria assoluta seguito da Fischer e dal conte Heinrich Schonfeld, primo dei piloti privati della Austro-Daimler. Dopo la vittoria, questi esemplari vennero quasi tutti convertiti per l'impiego stradale e furono affiancati da altri modelli prodotti fino al 1914. Si stima che ne siano stati prodotti in totale 50.